# ダイナパック
ダイナパック株式会社（英: Dynapac Co., Ltd.）は、愛知県名古屋市中区に本社を置く段ボールメーカー。

## 概要
2005年（平成17年）大日本紙業と日本ハイパックの営業部門と管理部門が統合し、発足した。大日本紙業と日本ハイパックは生産子会社となったが、2010年（平成22年）7月に日本ハイパック、東日本ハイパックおよび新日本ハイパックと共に当社に吸収合併された。

## 沿革
- 1950年（昭和25年）12月 - 「昭和段ボール株式会社」が設立[2]。
- 1962年（昭和37年）8月1日 - 三和印刷株式会社と堤紙工株式会社の合併により大日本紙業株式会社を設立[1]。
- 1965年（昭和40年）9月 - 昭和ダンボールが日本ハイパック株式会社に商号を変更[2]。
- 1976年（昭和51年）7月 - 大日本紙業が名古屋証券取引所市場第二部に株式を上場[1]。
- 1993年（平成5年）10月 - 大日本紙業が東京証券取引所市場第二部に株式を上場[1]。
- 2005年（平成17年）
  - 1月1日 - 大日本紙業と日本ハイパックがそれぞれ生産部門を会社分割した上で、大日本紙業が日本ハイパックを吸収合併し、ダイナパック株式会社に商号変更。生産部門を分割した新会社が大日本紙業と日本ハイパックを名乗る[1]。
  - 10月 - 株式会社エコリーブの株式を取得し、子会社化[1]。
- 2006年（平成18年）10月30日 - 中央紙器工業株式会社と業務提携[1]。
- 2007年（平成19年）
  - 9月 - NIPPON HI-PACK(THAILAND)CO.,LTD.の全保有株式を売却[1]。
  - 12月 - NEW TOYO DYNAPAC CO.,LTD.（現・DYNAPAC(HANOI)CO.,LTD.）を追加出資により子会社化[1]。
- 2009年（平成21年）
  - 3月13日 - 株式会社大成を持分法適用会社化[1]。
  - 5月 - 当社名古屋営業部と日本ハイパックの名古屋工場をみよし事業所に移転[1]。
  - 8月 - 当社大府営業部と大日本紙業の大府工場をみよし事業所に移転[1]。
- 2010年（平成22年）
  - 1月1日 - 100%子会社である株式会社東装を吸収合併[1]。
  - 7月1日 - 子会社の大日本紙業、日本ハイパック、東日本ハイパック及び新日本ハイパックを吸収合併[1]。
  - 9月 - 子会社のエコリーブを清算[1]。
  - 10月1日 - 子会社の山形ハイパックを吸収合併[1]。
- 2011年（平成23年）9月 - 子会社の亦普(上海)包装技術有限公司を清算[1]。
- 2016年（平成28年）7月1日 - 中野紙商事とクラウン紙工業が共同会社分割により設立する（新）クラウン紙工業の全株式を取得し、子会社化[3]
- 2017年（平成29年）4月 - DYNAPAC AND MALINTA(PHILIPPINES)INC.を持分法適用関連会社化[1]。
- 2018年（平成30年）7月 - 旭段ボール株式会社を連結子会社化[1]。
- 2020年（令和2年）1月20日 - 株式会社小倉紙器の全株式を取得し、子会社化[4]。
- 2022年（令和4年）1月20日 - 子会社の旭段ボールを通じて、株式会社城西および城西パック株式会社を子会社化[5][6]。

## 事業所
- 本社（愛知県名古屋市中区）[7]
- 営業所（東京都中央区）[7]
- 事業所（みよし、つくば、川越、静岡、福島、松本、蟹江）[7]

## 関連会社
- 土岐ダイナパック株式会社[8]
- 宮城ダイナパック株式会社[8]
- 宇都宮ダイナパック株式会社[8]
- 沼津ダイナパック株式会社[8]
- 神原段ボール株式会社[8]
- 多治見ダイナパック株式会社[8]
- クラウン紙工業株式会社[8]
- 旭段ボール株式会社[8]
- 株式会社小倉紙器[8]